# Osie (gmina)
Osie est une gmina rurale du powiat de Świecie, Couïavie-Poméranie, dans le centre-nord de la Pologne. Son siège est le village d'Osie, qui se situe environ 22 km au nord de Świecie, 59 km au nord-est de Bydgoszcz, et 66 km au nord de Toruń.
La gmina couvre une superficie de 209,61 km2 pour une population de 5 312 habitants.

## Géographie
La gmina est bordée par les gminy de Cekcyn, Gostycyn, Koronowo et Świekatowo.